# Matej Oset
Matej Oset, slovenski glasbenik, pianist, klaviaturist, * 1968, Celje.
Matej Oset je danes eden prvih mož Pivovarne Laško, davnega leta 1989 pa se je kot klaviaturist pridružil glasbeni skupini Veronique, ki je igrala heavy metal in hard rock. Po njegovi zaslugi so kmalu začeli igrati progresivni rock, saj je v njihovo glasbo vnesel elemente klasične glasbe. Kasneje je bil eden od ustanovnih članov eksperimentalne glasbene skupine Veronica, ki je dejansko reinkarnacija Veronique. Še danes se ljubiteljsko ukvarja z glasbo. Dejaven je tudi kot skladatelj in pisec besedil. Eden prvih radijskih hitov, ki jih je imela skupina Veronique, je bil Poišči me - Matejevo avtorsko delo, leta 1990.